# Seznam avstralskih biologov
Seznam avstralskih biologov.

## B
- Anna Frederika Bage
- Andrew Beattie

## G
- Jeremy Griffith

## H
- George Heinsohn
- Chadden Hunter

## I
- Steve Irwin

## J
- Stephen E. Jones

## L
- Tom Loy

## M
- Jacques Francis Albert Pierre Miller

## R
- Stephen Richards

## W
- Stephen Wroe